# 加藤勝弥
加藤 勝弥（かとう かつや、1854年2月2日（嘉永7年1月5日） - 1921年（大正10年）11月5日)は、明治時代のクリスチャン、政治家、教育家、宗教家である。加藤俊子の長男。

## 経歴

### 初期
越後国板屋沢村（現新潟県村上市）に造林を代々家業とする大庄屋加藤雄次郞・敏子の長男に生まれる。明治12年（1879年）、新潟県会が設立されると、最年少25歳で当選する。以降、8回当選する。
その後、自由民権運動に参加する。明治16年（1883年）に高田事件で山際七司と共に投獄されるが免訴される。1884年大阪事件で入獄する。

### キリスト教入信
1884年5月に妻久子と共に村上教会でアメリカン・ボードの宣教師R・H・デーヴィス宣教師より洗礼を受ける。それ以降、数寄屋橋教会（現、日本基督教団巣鴨教会）や市ヶ谷教会（現、日本基督教団西池袋教会）で長老を務める。日本基督教会伝道局長も務める。

### 北越学館
明治20年（1887年）に阿部欽次郎、成瀬仁蔵と共に発起人になり、新潟に北越学館を設立する。加藤が初代館長し就任する。アメリカ合衆国アマースト大学を卒業した内村鑑三が明治21年（1888年）5月に帰国すると、新島襄の仲介で仮教頭として招聘する。北越学館事件により内村はわずか4ヶ月で辞任したので、後任に松村介石を招聘する。
また、東京角筈で母親俊子が経営していた女子独立学校の理事や明治学院の理事なども務める。

### 国会議員
1890年には帝国議会の開設に際して、第1回衆議院議員総選挙に新潟2区から立候補して当選する。以降、3期衆議院議員を務める。
1898年に母俊子が死去すると、勝弥が校主になり、内村鑑三が校長になる。

### 晩年
明治32年(1899年)に引退して村上へ転居する。新潟では羽越線を整備したり、新潟新聞社の創設に関わったりして、新潟の経済界に貢献する。大正10年(1921年)村上で死去する。

## 親族
子に、加藤タカ、加藤七郎。
山形県庄内の庄屋・仙場家の娘・ひさとの間に七男九女〔七男七女〕をもうけた。